# KAIROS. Der richtige Moment

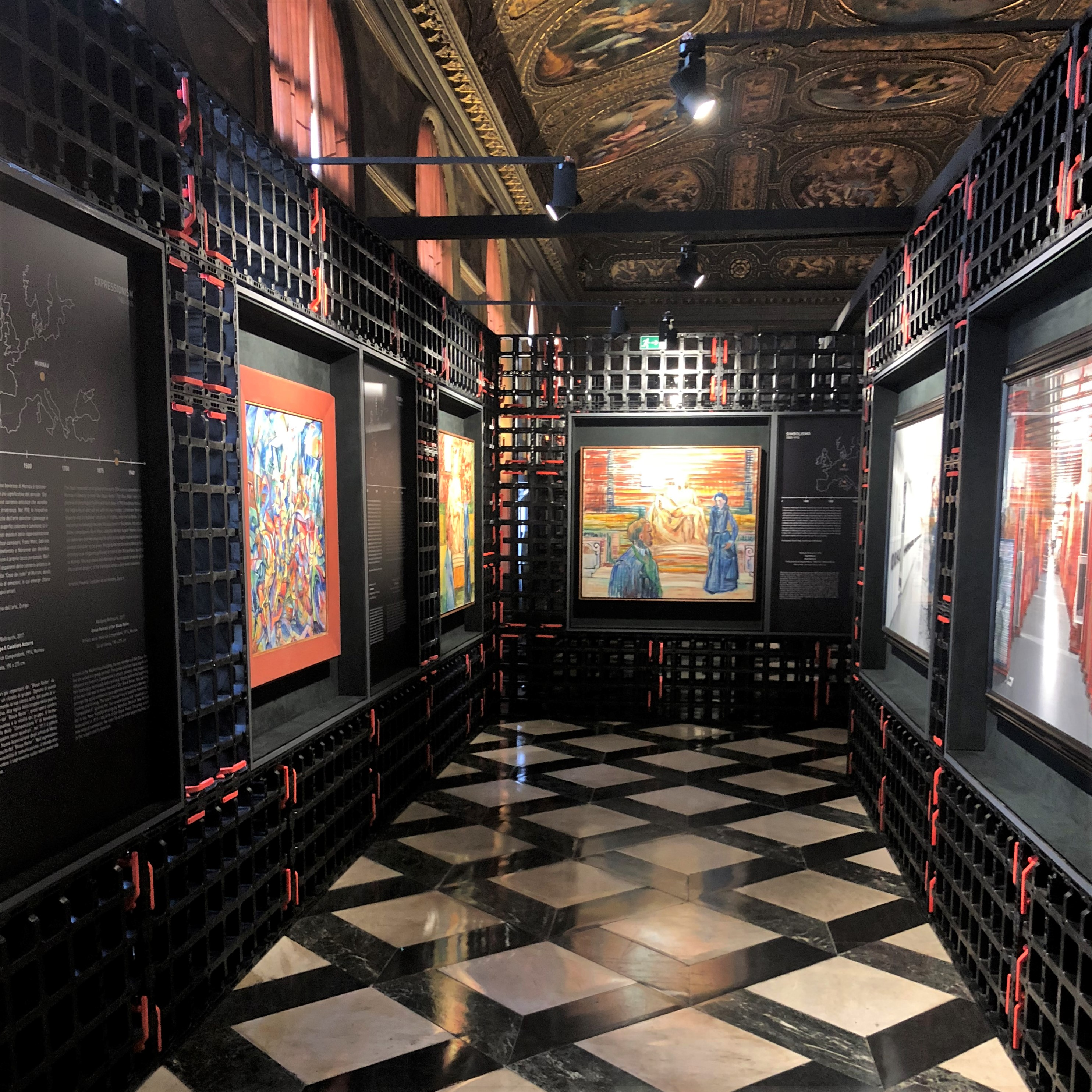
KAIROS. Der richtige Moment in Venedig im Herbst 2018

KAIROS. Der richtige Moment ist ein Kunstprojekt des Kunstsammlers Christian Zott, der für diese Ausstellung Fotografien des italienischen Fotografen Mauro Fiorese und Gemälde des Malers Wolfgang Beltracchi zu einem Rundgang durch 2000 Jahre Kunstgeschichte vereint. Die Kairos-Ausstellung wurde als Wanderausstellung in Venedig, Hamburg und Wien einem breiten Publikum präsentiert und ist seit Herbst 2019 in der mSE Kunsthalle in Unterammergau ausgestellt.

## Konzept und Entwicklung
Die Ausstellung ist nach dem griechischen Gott Kairos benannt, der für den richtigen Moment einer Entscheidung steht. Die Ausstellung versucht, Kunstgeschichte als eine Fülle von Entscheidungen anschaulich zu machen, die zusammen bestimmen, welche Werke gesehen werden können. Die Fotografien Fioreses zeigen die Depoträume bedeutender Europäischer Museen und damit eine Überfülle von Kunstwerken, die in der Kunstgeschichte keinen prominenten Platz einnehmen. Die Gemälde Beltracchis zeigen dagegen als fiktive Schlüsselwerke Motive und Ereignisse der Geschichte, die von bedeutenden Malern der Kunstgeschichte hätten gemalt werden können. KAIROS. Der richtige Moment versucht auf diese Weise, für die stete Entwicklung und Neubetrachtung der Kunstgeschichte zu sensibilisieren, und führt in die Stilgeschichte und die historischen Hintergründe der Kunst ein.

### Treasure Rooms von Mauro Fiorese
Mauro Fiorese begann die Serie Treasure Rooms im Jahr 2014 in Zusammenarbeit mit seiner Veroneser Galerie Boxart und suchte in den folgenden Jahren die Museumsdepots beinahe aller bedeutenden italienischen Museen auf wie die Villa Borghese und das Archäologische Nationalmuseum Neapel. Die Fotografien wurden im Herbst 2016 in der New Yorker Robert Mann Gallery und im Sommer 2019 in Verona ausgestellt. Für seine Serie gewann Fiorese 2015 den Codice MIA Preis der Mailänder Fotomesse und wurde 2016 auf dem Wold Economic Forum in Davos geehrt.

### Beltracchis Kairos-Gemälde
Von Fioreses Treasure Rooms inspiriert plante Christian Zott, die Fotografien mit scheinbar historischen Schlüsselwerken zu kombinieren, und schloss 2015 einen Vertrag mit dem Maler Wolfgang Beltracchi, der zuvor als Kunstfälscher bekannt geworden war. Ein Rechercheteam, unterstützt von namhaften Wissenschaftlern wie dem Byzantinisten Sergei Mariev und dem Kunsthistoriker Rainer Metzger, suchte in Zusammenarbeit mit Initiator und Künstler bedeutende historische Ereignisse und Motive, die von den großen Malern der Kunstgeschichte hätten gemalt werden können, aber nicht gemalt wurden. Um diese „Leerstellen“ zu füllen, schuf Beltracchi bis zur Eröffnung der Ausstellung im Herbst 2018 insgesamt 28 Gemälde mit einer stilistischen Bandbreite von der römischen Antike bis zur Mitte des 20. Jahrhunderts. Zu den Künstlern, in deren Handschrift Beltracchi arbeitete, gehören unter anderen Lucas Cranach der Ältere, Michelangelo Merisi da Caravaggio, William Turner, Claude Monet, Vincent van Gogh, Pablo Picasso und Max Ernst.

## Ausstellungsstandorte
Die Premiere fand im Oktober 2018 in den Prunkräumen der Biblioteca Marciana am Markusplatz in Venedig statt. Im November folgte darauf die Barlach Halle K in Hamburg als zweiter Ausstellungsort. Die Eröffnungsrede hielt der Kunsthistoriker Horst Bredekamp. Die Kairos-Ausstellung wurde in Hamburg von einem Projekt begleitet, bei dem Schüler und Schülerinnen des Wilhelm-Gymnasiums selbständig Führungen erarbeiteten und durchführten. Im September 2019 wurde die Ausstellung im Bank Austria Kunstforum Wien von dem Kunsthistoriker Rainer Metzger eröffnet. Im November 2019 eröffnete KAIROS. Der richtige Moment die von Christian Zott neu errichtete mSE Kunsthalle in Unterammergau.